# Through Darkened Vales
Through Darkened Vales er en amerikansk stumfilm fra 1911 af D. W. Griffith.

## Medvirkende
- Blanche Sweet som Grace
- Grace Henderson
- Charles West som Dave
- Joseph Graybill som Howard
- Dell Henderson